# Кривицкие Буды
Кривицкие Буды — село в Беловском районе Курской области. Входит в Долгобудский сельсовет.

## География
Село находится на реке Стригосла, в 65 км к юго-западу Курска, в 18,5 км к северо-востоку от районного центра — Белая, в 6 км от центра сельсовета — села Долгие Буды.
Улицы
В селе улицы:  Вершинка, Выгон 2-я, Выгон-1, Зайцовка, Кучанка, Окоп, Разумовка, Соколка, Таботеровка, Хомичевка, Хуторянка.
Климат
В селе Кривицкие Буды умеренный (влажный) континентальный климат без сухого сезона с тёплым  летом (Dfb в классификации Кёппена).
| Показатель                                                                   | Янв. | Фев. | Март | Апр. | Май  | Июнь | Июль | Авг. | Сен. | Окт. | Нояб. | Дек. | Год  |
| ---------------------------------------------------------------------------- | ---- | ---- | ---- | ---- | ---- | ---- | ---- | ---- | ---- | ---- | ----- | ---- | ---- |
| Средний суточный максимум, °C                                                | −3,8 | −2,6 | 3,4  | 13,2 | 19,6 | 22,9 | 25,5 | 24,9 | 18,4 | 10,8 | 3,6   | −0,9 | 11,3 |
| Средняя температура, °C                                                      | −5,9 | −5,2 | −0,3 | 8,5  | 14,9 | 18,6 | 21,1 | 20,3 | 14,2 | 7,4  | 1,4   | −2,9 | 7,7  |
| Средний суточный минимум, °C                                                 | −8,3 | −8,3 | −4,3 | 3    | 9,3  | 13,3 | 16   | 15,1 | 9,9  | 4,1  | −0,9  | −5,1 | 3,6  |
| Норма осадков, мм                                                            | 51   | 44   | 49   | 50   | 63   | 68   | 73   | 54   | 56   | 56   | 47    | 50   | 661  |
| Источник: Погода по месяцам c ru.climate-data.org(дата обращения: Июнь 2021) |      |      |      |      |      |      |      |      |      |      |       |      |      |

## Население
| 2002 | 2010 |
| ---- | ---- |
| 416  | ↘290 |

## Инфраструктура
Личное подсобное хозяйство. Школа.

## Транспорт
Кривицкие Буды находится в 5,5 км от автодороги регионального значения 38К-028 (Обоянь — Суджа), на автодороге межмуниципального значения 38Н-010 (Белая — Кривицкие Буды), в 20 км от ближайшей ж/д станции Псёл (линия Льгов I — Подкосылев).
В 84 км от аэропорта имени В. Г. Шухова (недалеко от Белгорода).

## Достопримечательности
- Церковь Святой Троицы (1902 г.)[7]